# Мертерт
Мертерт (люкс. Mäertert, фр. Mertert) — коммуна в Люксембурге, располагается в округе Гревенмахер. Коммуна Мертерт является частью кантона Гревенмахер. В коммуне находится одноимённый населённый пункт. В коммуне расположен один район — Вассербиллиг. Такая же станция — Вассербиллиг.
Население составляет 3500 человек (на 2008 год), в коммуне располагаются 1500 домашних хозяйств. Занимает площадь 15,25 км² (по занимаемой площади 81 место из 116 коммун). Наивысшая точка коммуны над уровнем моря составляет 325 м. (105 место из 116 коммун), наименьшая 132 м. (1 место из 116 коммун).

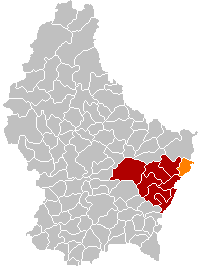
Оранжевый цвет — коммуна Мертерт, красный — кантон Гревенмахер.